# 1844
Het jaar 1844 is het 44e jaar in de 19e eeuw volgens de christelijke jaartelling.

## Gebeurtenissen
januari
- 9 - Bij Koninklijk Besluit wordt in België de Willemsspelling ingevoerd.

februari
- 27 - Het oostelijke, Spaanstalige, deel van Hispaniola maakt zich los van Haïti en roept de Dominicaanse Republiek uit.

mei
- 23 - Samuel Morse verstuurt zijn eerste telegram via de elektrische telegraaf.
- 23 - De Perzische profeet de Báb verkondigt zijn openbaring en sticht het Bábisme.

juni
- 3 - Het laatste broedende paartje reuzenalken wordt op Eldey gedood.
- 6 - In Londen wordt de YMCA opgericht: een internationale oecumenisch-protestantse jongerenbeweging.
- 13 - De Amerikaanse sleutelmaker Linus Yale krijgt patent op het stiftcilinderslot.
- 15 - De Amerikaan Charles Goodyear krijgt patent op de vulkanisatie van rubber.
- 27 - Joseph Smith, leider van de mormonen, en zijn broer Hyrum worden in de gevangenis te Carthage, Illinois, door tegenstanders van de Mormoonse Kerk gelyncht.

juli

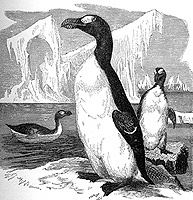
reuzenalk

- 3 - De reuzenalk Pinguinis impennis sterft uit.
- 4 tot 6 - Een opstand van de wevers in Silezië wordt door het Pruisische leger neergeslagen.

augustus
- 1 - De Zoologischer Garten Berlin, de eerste Duitse dierentuin, wordt geopend.

oktober
- 18 - De krant L’Indépendance Belge schrijft over de Osmaanse sultan Abdul Medjid, die het nieuwe Geuzebier zo lekker vindt, dat hij 200 flessen gueuze-lambick koopt en naar Constantinopel laat sturen.
- 22 - De voorspelling van de predikant William Miller, dat de Wederkomst van Jezus op deze dag zou plaatsvinden, wordt niet bewaarheid. Dit leidt tot de "Great Disappointment" ("Grote Teleurstelling")

november
- James Knox Polk verslaat Henry Clay in de verkiezingen om het Amerikaanse presidentschap.

december
- 10 - Indiening in de Nederlandse Tweede Kamer van het Voorstel der Negenmannen: herziening van de Grondwet door invoering van ministeriële verantwoordelijkheid en de rechtstreekse verkiezing van de Tweede Kamer volgens censuskiesrecht).

zonder datum
- De Zweedse chemicus Gustaf Erik Pasch vindt de lucifer uit.
- Een eerste serieuze poging een Vlaamse krant uit te geven; VLAAMSCH België.
- Ruthenium ontdekt door Karl Klaus. Het nieuwe metaal komt voor in platina ertsen uit Rusland afkomstig en wordt daarom naar dat land genoemd (Ruthenia = Rusland).

## Muziek
- 15 oktober - In het Weense koffiehuis Dommayer vindt het eerste publieke optreden plaats van Johann Strauss jr..
- 24 november: Im Hochland van Niels Gade is voor het eerst te horen.
- Friedrich von Flotow schrijft het ballet Lady Henriette

## Beeldende kunst

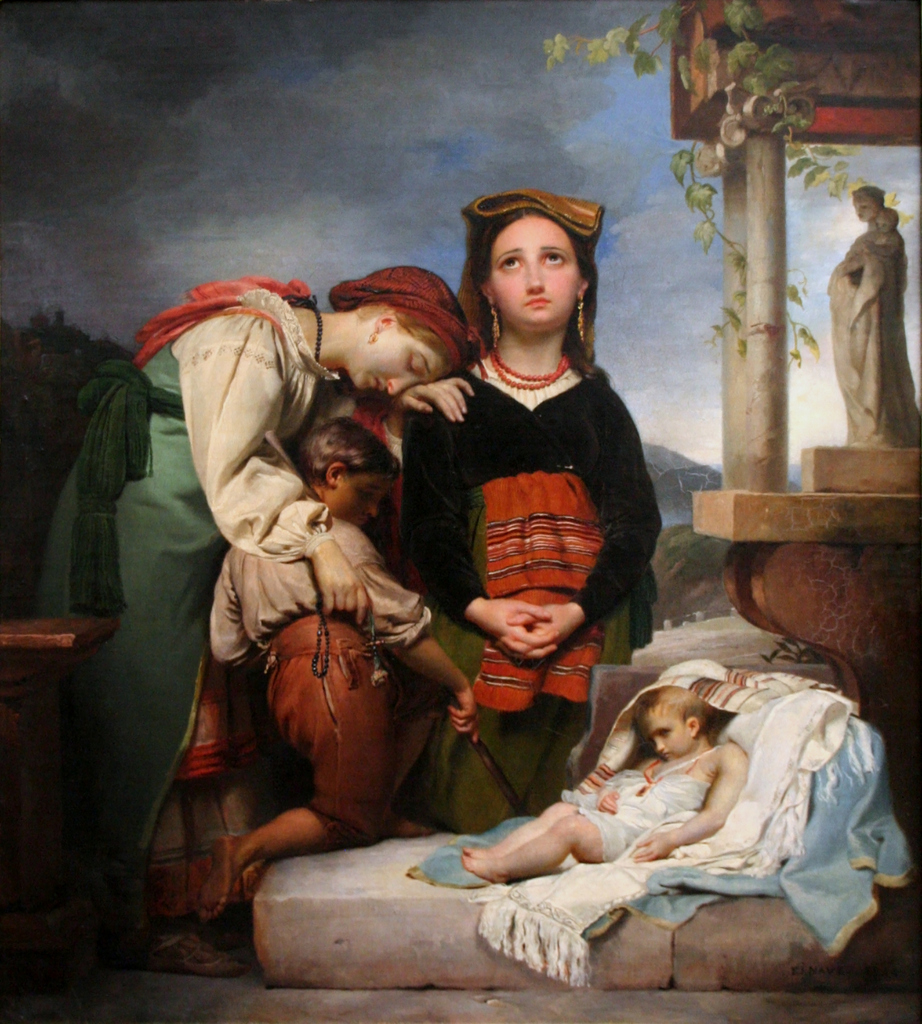
Das kranke Kind, François-Joseph Naves (1844), Alte Nationalgalerie

## Bouwkunst

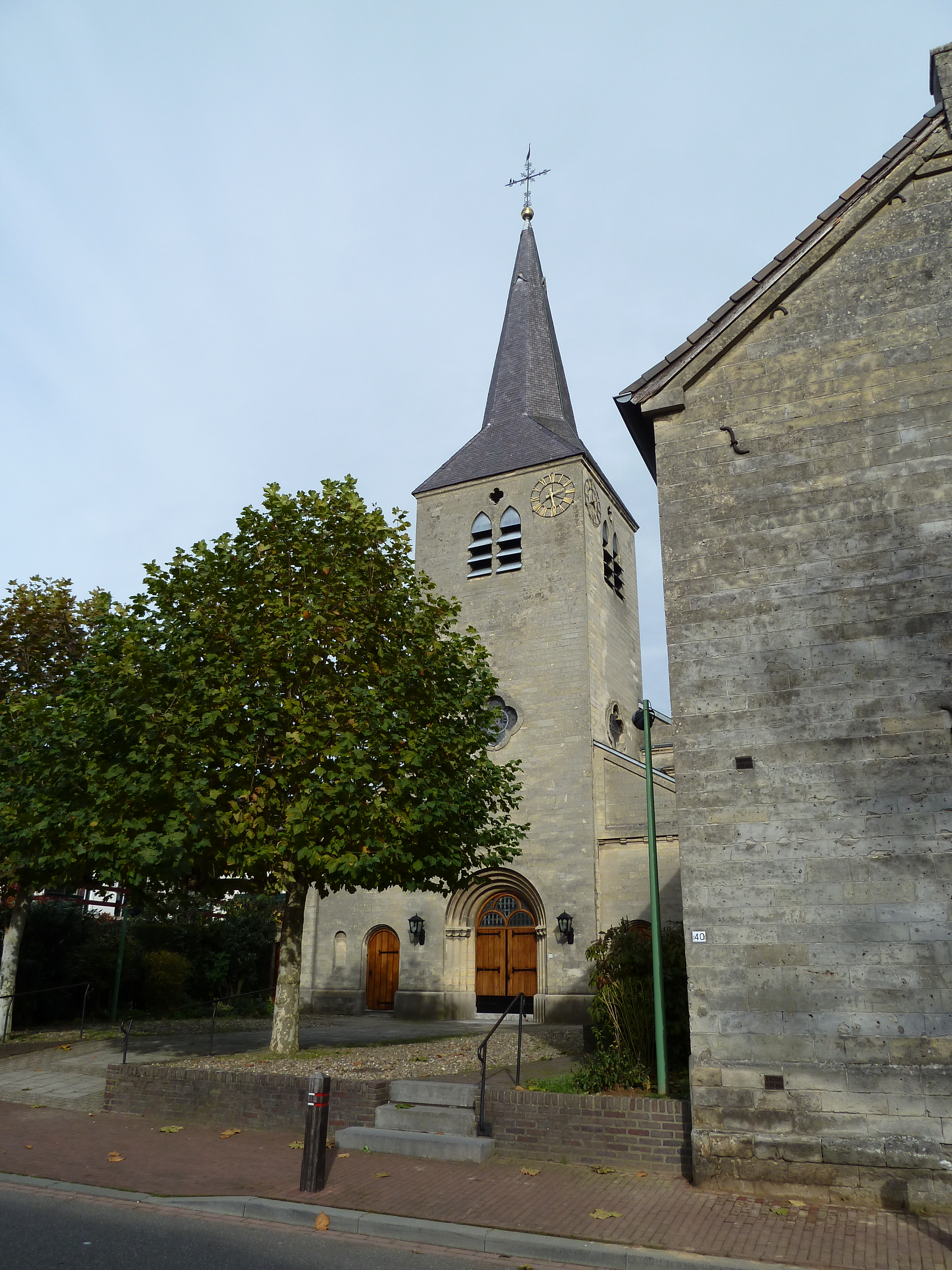
Sint-Rozakerk (Sibbe) (1844)

## Geboren

### januari
- 4 - Thomas H. Rollinson, Amerikaans componist, dirigent en cornettist (overleden 1928)
- 7 - Bernadette Soubirous, Frans kloosterlinge en mystica (overleden 1879)
- 27 - Giacomo Di Chirico, Italiaans kunstschilder (overleden 1883)

### februari
- 7 - Jan De Vos, Belgisch politicus, burgemeester van Antwerpen (overleden 1923)
- 18 - Willem Maris, Nederlands kunstschilder (overleden 1910)
- 20 - Ludwig Boltzmann, Oostenrijks natuur- en wiskundige (overleden 1906)
- 21 - Charles-Marie Widor, Frans organist en componist (overleden 1937)
- 23 - Augustus Edwin Mulready, Engels kunstschilder (overleden 1904)

### maart
- 2 - Herman Schaepman, Nederlands politicus (overleden 1903)
- 10 - Marie Spartali Stillman, Engels kunstschilderes en model (overleden 1927)
- 18 - Nikolaj Rimski-Korsakov, Russisch componist (overleden 1908)
- 19 - Minna Canth, Fins schrijfster (overleden 1897)

### april
- 16 - Anatole France, Frans schrijver en Nobelprijswinnaar (overleden 1924)
- 18 - Marian Emma Chase, Brits kunstschilder en aquarellist (overleden 1905)

### mei
- 1 - Alexandra van Denemarken, Deens prinses, prinses van Wales en koningin van het Verenigd Koninkrijk (overleden 1925)
- 20 - Henri Rousseau, Frans naïef schilder (overleden 1910)
- 22 - Mary Cassatt, Amerikaans kunstschilder (overleden 1926)
- 23 - 'Abdu'l-Bahá, Perzisch religieus leider (overleden 1921)

### juni
- 8 - Jacobus van Lokhorst, Nederlands architect en rijksbouwmeester (overleden 1906)
- 10 - Albert Neuhuys, Nederlands kunstschilder (overleden 1914)

### juli
- 31 - Karel August van Saksen-Weimar-Eisenach, Duits vorst (overleden 1894)

### augustus
- 5 - Ilja Repin, Russisch schilder (overleden 1930)
- 13 - Johann Friedrich Miescher, Zwitsers biochemicus (overleden 1895)

### september
- 16 - Leonie Aviat, Frans kloosterstichteres (overleden 1914)
- 17 - Tivadar Puskás, Hongaars uitvinder en ingenieur (overleden 1893)
- 19 - Marie Cazin, Frans kunstschilder en beeldhouwster (overleden 1924)

### oktober
- 15 - Friedrich Nietzsche, Duits filosoof (overleden 1900)
- 22 - Sarah Bernhardt, Frans actrice (overleden 1923)
- 22 - Margaret Forrest, botanisch verzamelaarster en illustratrice (overleden 1929)
- 22 - Louis Riel, Canadees politicus (overleden 1885)
- 23 - Robert Bridges, Engels dichter en "poet laureate" (overleden 1930)

### november
- 25 - Carl Benz, Duits auto-ontwerper en oprichter van Daimler-Benz (overleden 1929)

### december
- 1 - Alexandra van Denemarken, Deens prinses; als echtgenote van Edward VII van 1901-1910 koningin van het Verenigd Koninkrijk (overleden 1925)
- 4 - Caroline Weldon, Zwitsers-Amerikaans artiest en activiste (overleden 1921)

## Overleden
januari
- 27 - Charles Nodier (63), Frans schrijver

februari
- 4 - Willem de Clercq (49), Nederlands zakenman (NHM) en protestants dichter (Réveil)

juni
- 3 - Lodewijk Anton van Bourbon (68), kroonprins van Frankrijk van 1824 - 1830.
- 27 - Joseph Smith (38), Amerikaans eerste leider van de mormonen en zijn broer Hyrum Smith

juli
- 27 - John Dalton (77), Engels chemicus en natuurkundige
- 28 - Jozef Bonaparte (76), koning van Napels en Spanje

## Weerextremen in België
- 29 juni: laagste minimumtemperatuur ooit op deze dag: 5,9 °C.
- 18 augustus: laagste etmaalgemiddelde temperatuur ooit op deze dag: 12,7 °C.
- 11 december: laagste etmaalgemiddelde temperatuur ooit op deze dag: -9,1 °C en laagste minimumtemperatuur: -10,7 °C.
- 12 december: laagste etmaalgemiddelde temperatuur ooit op deze dag: -9 °C en laagste minimumtemperatuur: -12,9 °C.